# Ałyje Parusa Petersburg
Ałyje Parusa Petersburg (ros. Футбольный клуб «Алые паруса» Санкт-Петербург, Futbolnyj Kłub "Ałyje Parusa" Sankt-Pietierburg) – rosyjski klub piłkarski z siedzibą w Petersburgu.

## Historia
Chronologia nazw:
- 1899—02.07.1911: Jekatieringofskij Krużok Lubitielej Sporta (JKLS) Sankt-Petersburg (ros. «Екатерингофский кружок любителей спорта» Санкт-Петербург)
- 02.07.1911—18.08.1914: Putiłowskij Sankt-Petersburg (ros. «Путиловский» Санкт-Петербург)
- 18.08.1914—1923: Putiłowskij Piotrogród (ros. «Путиловский» Петроград)
- 1924: Moskowsko-Narwskij Rajon Leningrad (ros. «Московско-Нарвский район» Ленинград)
- 1925—1934: Krasnyj Putiłowiec Leningrad (ros. «Красный путиловец» Ленинград)
- 1935—1938: Kirowskij Zawod Leningrad (ros. «Кировский завод» Ленинград)
- 1939—1940: Awangard (Kirowskij Zawod) Leningrad (ros. «Авангард» (Кировский завод) Ленинград)
- 1941—1946: Kirowskij Zawod Leningrad (ros. «Кировский завод» Ленинград)
- 1947—1948: Dzierżyniec Leningrad (ros. «Дзержинец» Ленинград)
- 1949—06.09.1991: Kirowiec Leningrad (ros. «Кировец» Ленинград)
- 06.09.1991: Kirowiec Petersburg (ros. «Кировец» Санкт-Петербург)
- 1992—1993: Kosmos-Kirowiec Petersburg (ros. «Космос-Кировец» Санкт-Петербург)
- 1995—1997: Kirowiec-Nadieżda Petersburg (ros. «Кировец-Надежда» Санкт-Петербург)
- 1999: Kirowiec Petersburg (ros. «Кировец» Санкт-Петербург)
- 1999: Kirowiec-Ałyje Parusa Petersburg (ros. «Кировец-Алые Паруса» Санкт-Петербург)
- 1999—2007: Ałyje Parusa Petersburg (ros. «Алые паруса» Санкт-Петербург)
- 200?—...: Kirowiec-Admirałtiejec Petersburg (ros. «Кировец-Адмиралтеец» Санкт-Петербург)

Założony w 1899 jako Jekatieringofskij Krużok Lubitielej Sporta (JKLS). 2 lipca 2011 zmienił nazwę na Putiłowskij Sankt-Petersburg i reprezentował Fabrykę Kirowa. W 1914 dołączył do Sankt-Petersburgskiej Futbolowej Ligi. W 1924 nazywał się Moskowsko-Narwskij Rajon Leningrad, a potem Krasnyj Putiłowiec Leningrad. W 1935 przyjął nazwę Kirowskij Zawod Leningrad.
W 1938 zespół występował w rozgrywkach Pucharu ZSRR.
W 1946 debiutował w Trzeciej Grupie, podgrupie Zachodniej Mistrzostw ZSRR, w której zajął drugie miejsce i awansował do Drugiej Grupy, podgrupy Centralnej.
W 1947 klub pod nazwą Dzierżyniec Leningrad występował w Drugiej Grupy, podgrupy Centralnej. Potem na długo znika z rozgrywek profesjonalnych.
Dopiero w 1989 klub reaktywowano. Pod nazwą Kirowiec Leningrad rozpoczął rozgrywki w Drugiej Lidze, grupie 5.
W 1990 i 1991 występował w Drugiej Niższej Lidze.
W Mistrzostwach Rosji klub startował w Drugiej Lidze, w której występował dwa sezony pod nazwą Kosmos-Kirowiec Petersburg. W ostatnim sezonie 1993 zajął ostatnie 16. miejsce i ponownie pożegnał się z rozgrywkami na szczeblu profesjonalnym.
Dopiero w 1999 ponownie przystąpił do rozgrywek amatorskich w pierwszej rundzie jako Kirowiec-Ałyje Parusa, a w drugiej rundzie jako Ałyje Parusa.
W 1999-2001 klub występował w Mistrzostwach Rosji spośród zespołów amatorskich. Od 2003 jako Kirowiec-Admirałtiejec Petersburg występuje w mistrzostwach miasta Petersburg.

## Sukcesy
- 13. miejsce w Drugiej Grupie ZSRR, podgrupie Centralnej: 1947
- 1/16 finału Pucharu ZSRR: 1947
- 14. miejsce w Rosyjskiej Drugiej Lidze: 1992
- 1/128 finału w Pucharze Rosji: 1994

## Znani piłkarze
- / Roman Bieriezowski
- Aleksandr Chapsalis
- Boris Lewin-Kogan
- Władimir Kulik